# Anne Cecilie la Cour
Anne Cecilie Dornonville De La Cour, née le 8 décembre 1993 à Aarhus, est une handballeuse internationale danoise évoluant au poste d'arrière droite.

## Biographie
À la fin de la saison 2014-2015, elle quitte Silkeborg-Voel KFUM pour rejoindre Copenhague Handball.

## Palmarès

### En sélection
championnats d'Europe
- 4e du championnat d'Europe 2016
- 8e du championnat d'Europe 2018

### En club
compétitions nationales
- championne du Danemark en 2018 (avec Copenhague Handball)